# Theni Allinagaram
Theni Allinagaram é uma cidade e um município no distrito de Theni, no estado indiano de Tamil Nadu.

## Demografia
Segundo o censo de 2001,  Theni Allinagaram  tinha uma população de 85,424 habitantes. Os indivíduos do sexo masculino constituem 51% da população e os do sexo feminino 49%. Theni Allinagaram tem uma taxa de literacia de 74%, superior à média nacional de 59.5%: a literacia no sexo masculino é de 80% e no sexo feminino é de 67%. Em Theni Allinagaram, 11% da população está abaixo dos 6 anos de idade.